# Aulonium longicolle
Aulonium longicolle es una especie de coleóptero de la familia Zopheridae.

## Distribución geográfica
Habita en Brasil.